# سو كوستيلو
سو كوستيلو (بالإنجليزية: Sue Costello)‏ هي ممثلة أمريكية، ولدت في 2 أبريل 1968.

## وصلات خارجية
- سو كوستيلو على موقع IMDb (الإنجليزية)